# Поддубный, Виктор Анатольевич
Виктор Анатольевич Поддубный (род. 30 мая 1965, Омск) — советский дзюдоист, чемпион и призёр чемпионатов СССР, призёр чемпионата Европы, победитель Игр доброй воли 1986 года, Заслуженный мастер спорта России.

## Биография
Родился в Омске 30 мая 1964 года. В 1976 году переехал в Красноярск. Стал заниматься дзюдо в СДЮСШОР общества «Буревестник». Участник летних Олимпийских игр 1988 года в Сеуле.
Выпускник Красноярского сельскохозяйственного института 1987 года.
C 1997 года является руководителем федерации дзюдо Красноярского края. Президент федерации дзюдо Сибирского федерального округа. Член президиума Федерации дзюдо России.
С 1994 года в Красноярске проходит всероссийский молодёжный турнир на призы Виктора Поддубного.

## Спортивные результаты
- Чемпионат СССР по дзюдо 1985 года — ;
- Кубок Дзигоро Кано, 1986 год — ;
- Чемпионат СССР по дзюдо 1987 года — ;
- Участник летних Олимпийских игр 1988 года в Сеуле.

## Награды
- Медаль ордена «За заслуги перед Отечеством» II степени (12 октября 2022) — за вклад в развитие физической культуры и популяризацию отечественного спорта[1]